# Lena Stamenković
Lena Stamenković (Zaječar, 1. jun 2004) srpska je pevačica. Lena je 11. oktobra 2015. interno izabrana da predstavlja Srbiju na Dečjoj pesmi Evrovizije 2015. u Sofiji, na kojem je osvojila sedmo mesto sa 79 poena.

## Biografija
Lena Stamenković je rođena 1. juna 2004. u Zaječaru, u Srbiji i Crnoj Gori. Sa pevanjem je počela na krštenju njenog mlađeg brata. Trenutno pohađa solo pevanje i klavir u muzičkoj školi Jovan Pandur. Poznata je po učešću u muzičkoj emisiji Pinkove zvezdice tokom 2014/2015, na kojem je osvojila četvrto mesto u superfinalu. Njeni omiljeni pevači i pevačice su: Selin Dion, Ališa Kiz, Maraja Keri i Majkl Džekson, a omiljena grupa Kvin. Pored pevanja bavi se crtanjem, pletenjem i glumom.
Dana 21. novembra 2015. predstavljala je Srbiju na Dečjoj pesmi Evrovizije 2015. u Sofiji, Bugarskoj sa pesmom Lenina pesma za koju je sama napisala tekst zajedno sa Leontinom Vukomanović. Nastupila je pod rednim brojem 1. Od 2018. godine, Lena radi sinhronizacije za studio Gold digi net.

## Diskografija

### Albumi
- San o snu (2023)

### Singlovi
- Lenina pesma (2015)
- Hej (2022)
- Tajne (2022)
- Zemlja (2023)
- Zato (2023)

## Spoljašnje veze
- Spotify